# Војислав Туфегџић
Војислав Туфегџић (Штитар, 1914 — Бела Река, 6. новембар 1946) је био коњички гардијски официр Југословенске војске, мајор Југословенске војске у Отаџбини, командант Церског корпуса у оквиру Церско-мајевичке групе корпуса и потом Трећег јуришног корпуса Четврте групе јуришних корпуса.

## Биографија

### Порекло и породица
Рођен је 1914. године у шабачком селу Штитар, као једно од троје деце Даринке и Чедомира Туфегџића. Имао је брата Божидара и сестру Жикицу. Оженио се непосредно пре рата, са студенткињом медицине Драгославом Цаном Машић из Шапца.
Његов стриц је био Јанко Туфегџић, унук књижевника Јанка Веселиновића, писца романа Хајдук Станко.

### Други светски рат
По формирању Команде четничких одреда Југословенске војске 1941. године, Туфегџић је постао командир Церске чете и оперативни официр Церског четничког одреда. Касније га је пуковник Драгослав Рачић поставио за команданта Церског корпуса.
У октобру 1941. године, родио му се син Србољуб. Крстио га је јеромонах Георгије Бојић, старешина манастира Троноше и командант Јадарске четничке бригаде. Већи део рата, Србољуб и Драгослава су провели у планинама са снагама Југословенске војске у Отаџбини. Себи је позвао и стрица Јанка Туфегџића, резервног пешадијског капетана II класе и професора југословенске књижевности, који је одмах постао шеф пропагандног одсека у штабу Драгослава Рачића, где је уређивао листове Глас Цера, Шумске вести, Уљез… Негде средином рата, у планинама му се придружио и брат Божидар Туфегџић.
Када је крајем маја 1944. године формирана Четврта група јуришних корпуса под командом пуковника Рачића, Туфегџић је именован за команданта Трећег јуришног корпуса. У Босанској голготи, повлачио се заједно са својом породицом. Услед епидемије тифуса, његова супруга Драгослава је радила добровољно у пољској болници и одбила је спасоносну инјекцију, како би иста била дата њеном сину Србољубу. Умрла је и сахрањена у порти цркве у Модричи, а малог Србољуба су узели Туфегџићеви војници. Услед сталних битака и по погоршаним временским условима, војник који га је носио се одлучује да га остави у једном жбуну, уз поруку са основним подацима о детету. Убрзо га је пронашла једна партизанка, која се неко време старала о њему и касније га предала Чедомиру и Даринки, родитељима Војислава Туфегџића у Штитару.

### Наставак отпора и погибија
После битке на Зеленгори и пораза главнине снага ЈВуО, долази до знатног осипања људства. Туфегџић води борбе по Семберији и Мајевици против нових комунистичких власти. У околини Зворника је сазнао за Рачићеву погибију. Ни по добијеним вестима најпре о заробљавању, а потом и стрељању генерала Драгољуба Драже Михаиловића у јулу 1946]]. године, Туфегџић ни не помишља на предају. На јесен одлучује да пређе Дрину и врати се у родни крај.
У атару села Бела Река, Туфегџића и његову групу је пронашла потера ОЗНЕ и отпочела борбу у ноћи између 5. и 6. новембра 1946. године. Погинуо је након целоноћне борбе, заједно са осморицом припадника своје групе, међу којима је био и његов рођени брат Божидар Туфегџић.
Њихова беживотна тела, комунисти су почели да приказују по околним селима, док су их повремено и скрнавили. Према причама, Војиславу је недостајало једно око, а Божидару је било унакажено лице. Прилику да их виде имали су и њихови родитељи, који су касније једну собу у кући посветили њима, ту чували њихове фотографије и ствари. Касније су тела одвезена и за Зворник, а на крају сасвим распала бачена у Дрину.

### Занимљивости
Спомиње се у песми „Краљу Перо српски сине”, као један од команданата Дражиних четника.